# Andreu Mas-Colell

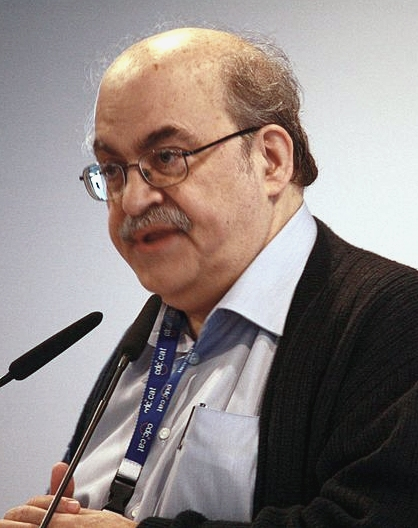
Andreu Mas-Colell

Andreu Mas-Colell (* 29. Juni 1944) ist ein spanischer Ökonom, Professor an der Universität Pompeu Fabra und Minister für Wirtschaft und Wissenschaft der Autonomen Gemeinschaft Katalonien.
Er war von Juli 2009 bis August 2010, in Nachfolge von Ernst-Ludwig Winnacker, Generalsekretär des Europäischen Forschungsrats. Er ist Mitglied der American Academy of Arts and Sciences (1985), der National Academy of Sciences (1997), der Real Academia de Ciencias Morales y Políticas (2007) und der der Academia Europaea (2009). Die Universität Alicante (1992), die Universität Toulouse (2002), die HEC Paris (2005) und die Universidad Nacional del Sur (2007) verliehen ihm die Ehrendoktorwürde. 1988 erhielt er den König-Juan-Carlos-Preis für Wirtschaftswissenschaft, 2009 den BBVA Foundation Frontiers of Knowledge Award und 2017 die Erasmus Medal. Von 1978 bis 1980 war er Sloan Research Fellow und 1985/1986 Guggenheim Fellow.

## Werke
- The Theory of General Economic Equilibrium: A Differentiable Approach. Cambridge University Press, 1990.
- mit Michael D. Whinston und  Jerry R. Green: "Microeconomic Theory". Oxford University Press, 1995.